# Manoel Miluir
Manoel Miluir Macedo Cunha (Pedro Avelino, Brasil, 15 de abril de 1948) es un entrenador brasileño. Actualmente entrena el equipo sub-19 del club brasileño Capital CF.

## Carrera
Manoel Miluir comenzó su carrera como entrenador en 1985 en el club brasileño ASBAC y se mudó a Portugal al año siguiente, donde pasó los siguientes diez años. Allí entrenó a los equipos Os Marialvas, Estrela da Calheta y O Elvas. 
Entre junio de 1997 y marzo de 1999, Miluir entrenó a la selección de fútbol de Andorra y luego se mudó a México, donde salvaría al Puebla FC del descenso, pero esto no tuvo éxito.
Luego regresó a Portugal, donde entrenó el SC Freamunde en la temporada 2000-01. También pasó por los clubes Juan Aurich de Perú, y Ajman Club, de los Emiratos Árabes Unidos, finalmente regresó a su tierra natal, donde entrenó el Potiguar de Mossoró en dos oportunidades.

## Trayectoria
| Club                                           | País                   | Año       |
| ---------------------------------------------- | ---------------------- | --------- |
| ASBAC                                          | Brasil                 | 1985-1986 |
| Os Marialvas                                   | Portugal               | 1986-1987 |
| Estrela da Calheta                             | Portugal               | 1987-1988 |
| Sporting de Lisboa (categoría sub-17 y sub-19) | Portugal               | 1988-1994 |
| O Elvas                                        | Portugal               | 1995-1996 |
| Selección de fútbol de Andorra                 | Andorra                | 1997-1999 |
| Puebla FC                                      | México                 | 1997-1999 |
| SC Freamunde                                   | Portugal               | 2000-2001 |
| Juan Aurich                                    | Perú                   | 2002      |
| Ajman Club                                     | Emiratos Árabes Unidos | 2003-2004 |
| Potiguar de Mossoró                            | Brasil                 | 2004      |
| Potiguar de Mossoró                            | Brasil                 | 2013      |
| Brasília                                       | Brasil                 | 2013      |
| Al Wasl                                        | Emiratos Árabes Unidos | 2013-2014 |
| Boa Esporte                                    | Brasil                 | 2018      |
| Capital Sub-19                                 | Brasil                 | 2019      |